# Peterhof
Peterhof (en rus, Петергоф; Petergof) és una ciutat dins del districte Petrodvortsovi de la ciutat federal de Sant Petersburg a la riba meridional del golf de Finlàndia. Segons el cens de 2002, té una població de 64.791 habitants.
La ciutat acull un dels dos campus de la Universitat Estatal de Sant Petersburg. Hi ha també allí tot un seguit de palaus i jardins, creats per ordre de Pere el Gran, sovint anomenats el «Versalles rus». El conjunt del palau i el parc de la ciutat de Petrodvorets i el seu centre històric forma part, amb el codi 540-017, del Patrimoni de la Humanitat anomenat «Centre històric de Sant Petersburg i conjunts monumentals annexos».
El 12 d'agost de 1904 el tsarévitx Alexei Nikolàevitx Romànov, fill del tsar Nicolau II de Rússia, va néixer allí.

## Toponímia
Als orígens es va anomenar Peterhof, paraula alemanya que significa la «Cort de Pere». Durant l'època soviètica va canviar el seu nom per passar a anomenar-se Petrodvorets (en rus, Петродворец), des del 1944 fins al 2009, quan se li va restituir el nom original.

## Palau de Peterhof
El Palau de Peterhof és un conjunt palatí que inclou el palau i el parc que es troba a uns 29 km de Sant Petersburg dintre de la ciutat de Peterhof. Es troba declarat com a Patrimoni de la Humanitat dintre de la llista que es titula Centre històric de Sant Petersburg i conjunts monumentals annexos. El centre del conjunt el constitueix el Gran Palau, que està construït a la terrassa marítima i és d'estil barroc. Destaquen els parcs i les fonts.

### Història
Fins a la Revolució d'Octubre (1917) Peterhof va ser una de les residències dels tsars. L'any 1918 es va transformar en museu. Durant de Segona Guerra Mundial va estar ocupat per les tropes alemanyes. Abans de la seva arribada es van poder evacuar més de 8.000 objectes de decoració dels palaus i prop de 50 estàtues. Les tropes alemanyes van destruir la major part del complex. Després de la Segona Guerra Mundial es va començar a restaurar el Palau de Peterhof, i encara avui continuen les obres (2007). Des del 1945 està obert el Parc Inferior. Des del 1946 les fonts s'estan reconstruint de memòria, com la font "Samsó", que va ser robada per les tropes alemanyes. L'any 1952 es va començar a reconstruir el Gran Palau. El 1964 es va obrir al públic les sales del museu.

### Elements del conjunt

#### Palaus
Els palaus de Peterhof van ser:
- Palau Anglès (desaparegut) (Английский Дворец)
- El Gran Palau (Большой Дворец)
- Xalet (Коттедж)
- Marly (Марли)
- Monplaisir (Монплезир)
- Palau dels Grangers (Фермерский Дворец)

#### Parcs
Hi ha dos parcs: l'anomenat «Parc Alt» (part meridional) amb 5 fonts i el «Parc Inferior», on hi ha el complex de fonts més gran del món. El Parc inferior té 102,5 hectàreas. Les fonts utilitzen aigua que prové de fonts naturals, i l'obtenen mitjançant un «rebedor» que té una longitud de 22 km, construït entre 1721-1724 per l'enginyer V. Tuvolkov.
A més, cal distingir:
- Aleksandria (Александрия)
- El parc Anglès (Английский Парк)
- Belvedere (Бельведер (парк))
- Parc Alt (Верхний Парк)
- El parc de les columnes (Колонистый Парк)
- Lugovoi (Луговой Парк)
- Parc Inferior (Нижний Парк)
- Sergievka (Сергиевка (парк))
- Dacha pròpia (Собственная дача (парк))

Dins d'aquests parcs hi ha diverses construccions:
- L'Hivernacle Gran (Большая оранжерея)
- Cascada dels dracs (Каскад Драконов)
- Gàbia (Вольер)
- Pavelló d'Olga (Ольгин Павильон)
- Monument a Pere I (Памятник Петру I)
- Pavelló de la Tsarina (Царицын Павильон)
- Pou gòtic (Готический Колодец)
- Església d'Alexandre Nevski (capella gòtica) (Церковь Александра Невского)

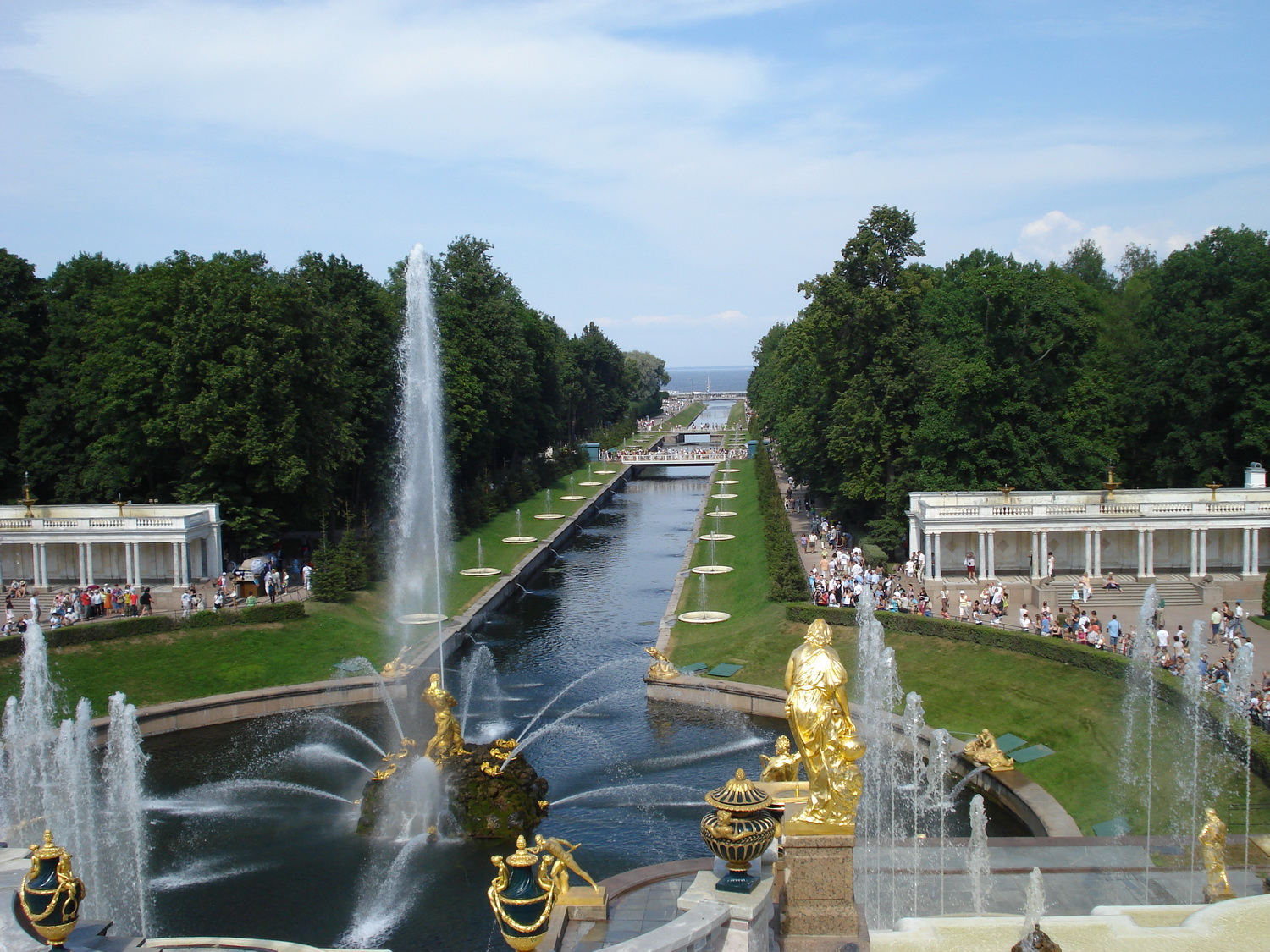
Canal que desemboca al mar.